# Мараварман Сундара Пандья II
Мараварман Сундара Пандья II (там. இரண்டாம் மாறவர்மன் சுந்தர பாண்டியன்; д/н — 1251) — володар держави Пандья у 1238—1251 роках.

## Життєпис
Син або небіж правителя Маравармана Сундари Пандьї I. Його старший брат Джатаварман Куласекхар II 1238 року, коли став новим володарем Держави, зробив Маравармана Сундару молодшим співволодарем. 1240 року після смерті брата став одноосібним правителем. 1241 року зробив свого родича Джатавармана Віккірамана I своїм співправителем (помер до Мараварман Сундара Пандья II).
Продовжив протистояння з Вірою Сомешварою, володарем держави Хойсалів, боротьба з яким над Чолою тривала 1245 року. Після цього вступив у протистояння з Раджендрою III, володарем держави Чола. Близько 1250 року Мараварман Сундара Пандья II зазнав ніщивної поразки. Помер 1251 року, уклавши перед тим союз з Хойсалами. Йому спадкував син Садаяварман Сундара Пандьян I.